# 尼崎市立啓明中学校
尼崎市立啓明中学校（あまがさきしりつ けいめいちゅうがっこう）は、かつて兵庫県尼崎市大庄西町四丁目にあった公立中学校。

## 沿革
- 1960年（昭和35年）[1]
  - 5月16日 - 尼崎市立大庄西中学校（現・尼崎市立大庄中学校）から分離し、開校。
  - 5月17日 - 尼崎市立大庄西中学校内に仮校舎を置く。この日を開校記念日と定める。1年のみ10学級、生徒数487名。
  - 12月23日 - 第一期工事完成、新校舎に移転。
- 1961年（昭和36年）2月24日 - 開校式を挙行。
- 1963年（昭和38年）9月18日 - 校歌制定。（作詞：富田砕花、作曲：信時潔[2]）
- 1965年（昭和40年）7月9日 - プール竣工。
- 1995年（平成7年）1月17日 - 阪神・淡路大震災が発生。校内に避難所を設置し、罹災住民44名を収容。
- 2016年（平成28年）3月31日 - 尼崎市立大庄中学校に統合され廃校[3]。

## 通学区域
- 尼崎市立西小学校
- 尼崎市立若葉小学校

## 周辺
- 尼崎市立西小学校
- 尼崎大庄郵便局
- 尼崎競艇場
- 水明公園
- 兵庫県道192号尼崎港崇徳院線（尼宝線）

## アクセス
- 阪神電気鉄道本線 武庫川駅（東口）から東へ500m
- 阪神バス尼崎市内線47・80-1・80-2系統 松内町にて下車